# Landtag Reuß jüngerer Linie (1856)
Dieser Artikel behandelt den zweiten konstitutionellen Landtag Reuß jüngerer Linie 1856.

## Landtag
Der Landtag Reuß jüngerer Linie wurde im März und April 1855 gewählt. Die Wahl erfolgte in vier Mehrpersonenwahlkreisen in indirekter Wahl:
- Großgrundbesitzer (4 Abgeordnete)
- Landesteil Gera (6 Abgeordnete)
- Landesteil Schleiz (5 Abgeordnete)
- Landesteil Lobenstein-Ebersdorf (4 Abgeordnete)

Die Landtagsperiode lief von 1855 bis 1857, der Landtag wurde jedoch nur zu einer einzigen Landtagssession 1856 einberufen.
Als Abgeordnete wurden gewählt:
| Name                                     | Wohnort          | Wahlkreis                       | Anmerkung                                                  |
| ---------------------------------------- | ---------------- | ------------------------------- | ---------------------------------------------------------- |
| Carl August Arnold                       | Gera             | Landesteil Gera                 |                                                            |
| Hermann August Behr                      | Tanna            | Landesteil Schleiz              |                                                            |
| Gustav Theodor Bielitz                   | Gera             | Landesteil Gera                 |                                                            |
| Erdmann Gottlob Ehrhardt                 | Oettersdorf      | Landesteil Schleiz              |                                                            |
| Heinrich Gustav Hermann Fasold           | Hirschberg/Saale | Großgrundbesitzer               |                                                            |
| Christian Friedrich Fischer              | Hohenleuben      | Landesteil Schleiz              |                                                            |
| Johann Christian Fried                   | Stelzen          | Großgrundbesitzer               | Vom 28. April bis 20. Juni 1856 Vertreter für Jäger        |
| Anton Fürbringer                         | Gera             | Landesteil Gera                 |                                                            |
| Robert Fürbringer                        | Gera             | Landesteil Gera                 |                                                            |
| Christian Gottlieb Gruner                | Rüdersdorf       | Landesteil Gera                 |                                                            |
| Johann Christoph Heinrich Hertwig        | Gera             | Landesteil Lobenstein-Ebersdorf |                                                            |
| Julius Franz Hirt                        | Gera             | Landesteil Gera                 | Mandat am 21. Februar 1856 niedergelegt                    |
| Feodor Teodor Fedor Victor Gustav Hösler | Schleiz          | Landesteil Schleiz              |                                                            |
| Karl Bernhard Jäger                      | Lobenstein       | Großgrundbesitzer               |                                                            |
| Daniel Jahn                              | Gera             | Großgrundbesitzer               |                                                            |
| Carl Richard Liebich                     | Lobenstein       | Landesteil Lobenstein-Ebersdorf |                                                            |
| Johann Heinrich Reinhold                 | Ebersdorf        | Landesteil Lobenstein-Ebersdorf |                                                            |
| Heinrich Rohn                            | Triebes          | Landesteil Schleiz              | Ab 18. April 1856 Stellvertreter für Hösler                |
| Friedrich Wilhelm Schneider              | Gera             | Großgrundbesitzer               |                                                            |
| Johann Karl August Stiehler              | Lobenstein       | Landesteil Lobenstein-Ebersdorf | Vom 4. April bis 20. Juni 1856 Stellvertreter für Reinhold |
| Christoph Heinrich Tamm                  | Lobenstein       | Landesteil Lobenstein-Ebersdorf |                                                            |
| Heinrich Gottlieb Weiß                   | Löhma            | Landesteil Schleiz              |                                                            |
| Johann Georg Wilhelm Zeeh                | Ullersreuth      | Landesteil Lobenstein-Ebersdorf | Vom 3. bis 20. Juni 1856 Stellvertreter für Tamm           |
| Karl Friedrich Zeuner                    | Tanna            | Landesteil Schleiz              | Vom 25. bis 29. April 1856 Stellvertreter für Weiß         |

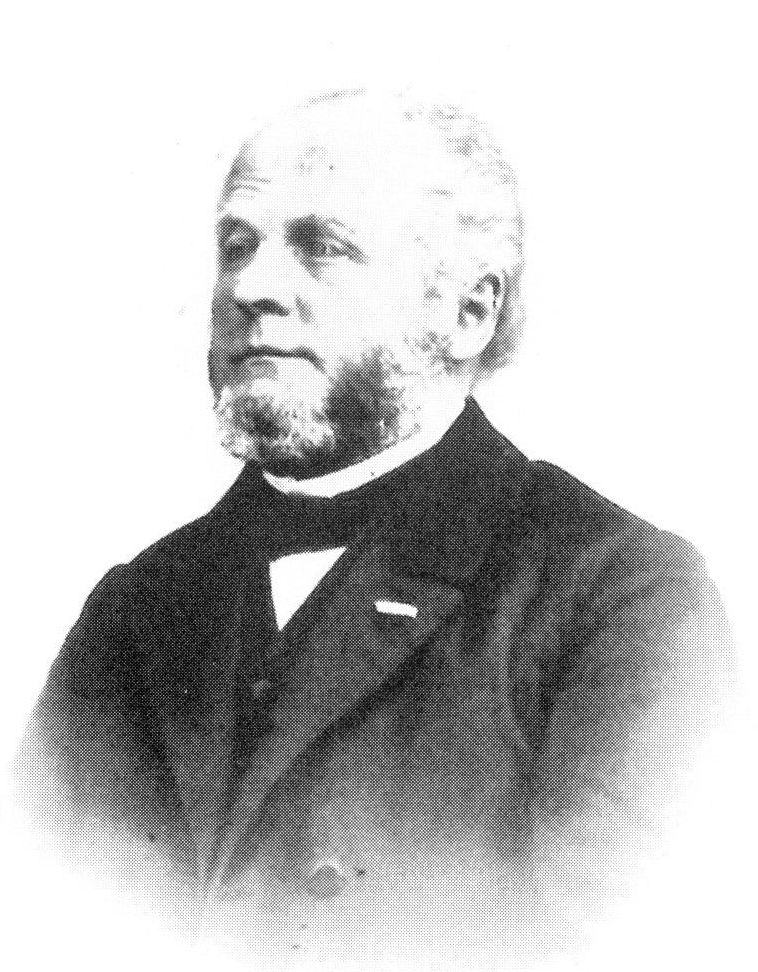
Landtagspräsident Anton Fürbringer

Landtagskommissar war Minister Eduard von Geldern. Unter dem Alterspräsidenten Heinrich Tamm wählte der Landtag Anton Fürbringer als Landtagspräsidenten. Als Vizepräsident wurde Hermann Fasold gewählt. Schriftführer waren Feodor Hösler (21. Februar bis 18. April), Wilhelm Schneider (18. April bis 11. Juni) und Richard Liebich (11. bis 20. Juni). Stellvertretender Schriftführer war Daniel Jahn.
Der Landtag trat vom 20. Februar 1856 bis zum 20. Juni 1856 in 28 öffentlichen Plenarsitzungen in einer Sitzungsperiode zusammen. Der Landtagsabschied datiert vom 2. Juli 1856.
Für die Zeit zwischen den Sitzungsperioden wurde ein Landtagsausschuss gewählt. Dieser bestand aus den Abgeordneten Anton Fürbringer (für den Landesteil Gera), Heinrich Rohn (für den Landesteil Schleiz) und Hermann Fasold (für den Landesteil Lobenstein-Ebersdorf).